# الدار محمدوف
الدار محمدوف (ترکی آذربایجانی: Eldar Harun oğlu Məmmədov; ۱۰ ژانویهٔ ۱۹۶۸ – ۲۴ فوریهٔ ۱۹۹۳) پرسنل نظامی اهل جمهوری آذربایجان بود. وی قهرمان ملی جمهوری آذربایجان است، که در جنگ قره‌باغ کشته شده‌است.

## زندگی‌نامه
الدار محمدوف در ۱۰ ژانویه سال ۱۹۶۸، در شهر باکوی آذربایجان شوروی چشم به دنیا گشود. او دانش‌آموخته دانشگاه افسری جمشید نخجوانسکی (۱۹۸۵ تا ۱۹۸۹) بود. پس از فارغ‌اتحصیلی، به تحصیلات خود در رشته علوم سیاسی در آکادمی افسری ریگا ادامه داد.

## کارنامه نظامی
الدار محمدوف تا سال ۱۹۹۱ به عنوان یکی از نیروهای عمل کننده ارتش روسیه در استان اورنبورگ خدمت می‌نمود. پس از بازگشت به آذربایجان، در یگان موشکی نیروی هوایی ارتش جمهوری آذربایجان استخدام شد. او بعد به ریاست یکی از بخش‌های نیروی مرزبانی جمهوری آذربایجان، از شاخه‌های وزارت امنیت ملی قبلی این کشور، رسید.

## جنگ قره‌باغ
الدار محمدوف به دنبال شروع جنگ قره‌باغ عازم خط مقدم جبهه شد. او به هنگام دفاع از منطقهٔ مسکونی آق دره و نجات سربازان آذربایجانی از ازتش ارمنستان، در نتیجه درگیری حادث شده در ۲۴ فوریه ۱۹۹۳ در شهرستان «آق‌دره» از، قره‌باغ کوهستانی، کشته شد.

## نشان
طبق فرمان شماره ۲۴۷ ریاست جمهوری آذربایجان مورخ ۱۱ دسامبر سال ۱۹۹۴، بعد از مرگش از الدار محمدوف در پاس اقدامات قهرمانانه‌اش در حین جنگ قره‌باغ با اعطاء نشان قهرمان ملی این کشور تقدیر گردید.

## بزرگداشت
پست مرزی ۲۲ واحد مرزی گوی‌تپه نیروی مرزی جمهوری آذربایجان نام الدار محمدوف را به یدک می‌کشد.